# Agrostis tenella
Agrostis tenella é uma espécie de gramínea do gênero Agrostis, pertencente à família Poaceae.